# Ombudsmann
Eine Ombudsperson (auch Ombudsmann bzw. Ombudsfrau) ist eine (Vertrauens-)Person oder Behörde, die in der Regel von einem Parlament dazu berufen oder eingesetzt wurde, die Rechte und den Rechtsschutz anderer zu überwachen sowie staatliche Verwaltungs- oder Dienststellen zu kontrollieren. Ombudspersonen verfügen meist nicht über eigene Eingriffsrechte, können aber vermittelnd tätig werden und gesetzlich verpflichtet sein, über ihre Tätigkeit öffentlich Bericht zu erstatten.
Ein Ombudsrat oder Ombudsgremium ist ein mit mehreren Personen besetztes Gremium, das entsprechende Aufgaben wahrnimmt. In den 1970er-Jahren verbreitete sich die Institution weltweit. Der namensgebende Begriff Ombud ist abgeleitet von altnordisch umboð ‚Auftrag, Vollmacht‘.

## Aufgabenfeld
Bei der Institution der Ombudsperson handelt es sich um eine aus Skandinavien stammende Form der Konfliktlösung (Konfliktbewältigung). Dabei geht es um die Vermittlung bzw. die Geltendmachung von Ansprüchen oder Rechten durch einen Ombudsman (eingedeutscht Ombudsmann). In Dänemark begegnet der Ombudsmann auch als Bezeichnung für einen Amtmann (Hardesvogt, Vogt, Vogtei).
Ein Ombud ist eine häufig ehrenamtliche Aufgabe einer Person, in einer Organisation oder in der Öffentlichkeit bei bestimmten Themen eine ungerechte Behandlung von Personengruppen zu verhindern. So bedeutet ein solches Amt eine unparteiische Vorgehensweise bei Streitfragen – unter Berücksichtigung der Interessen von Personen, deren Belange als Gruppe infolge eines fehlenden Sprachrohrs ansonsten wenig beachtet würden (zum Beispiel von Kindern, Krankenhauspatienten, Gewaltopfern).
In ihrer Funktion ermöglichen Ombudsleute die Schlichtung von Streitfällen in verschiedensten Bereichen und ohne großen bürokratischen Aufwand.
Dies geschieht durch:
- eine unabhängige Betrachtung des Streitfalles,
- Abwägung der von beiden Seiten vorgebrachten Argumente,
- Vergleich von Schaden, Aufwand und Kostenfaktoren,
- Erreichen einer zufriedenstellenden Lösung,
- oder Aussprechen einer empfohlenen Lösung für den entsprechenden Fall.

Immer mehr Organisationen und Institutionen (bis hin zur UN) richten eine Stelle für einen Ombudsmann ein oder beschäftigen ganze Stäbe von Ombudsleuten. Zunehmend fallen auch sog. Compliance Officers unter den Begriff, die mehr als etwa interne Revision jene Compliance durchsetzen, die etwa (vorbeugend) Korruptionen verhindern soll.
Vor allem wo ein großes Publikum angesprochen wird, also auch viel Konfliktstoff gegeben ist, werden solche Beschwerdestellen institutionalisiert. Auch Medien wie Zeitungsverlage beschäftigen zunehmend Ombudsleute. Sie sollen zwischen Lesern und Anzeigenkunden auf der einen Seite und Redaktionen und Verlag auf der anderen Seite vermitteln. Viele Medien-Ombudsleute in Deutschland sind seit 2018 in der gemeinnützigen Vereinigung der Medien-Ombudsleute zusammengeschlossen.

## Institution in Schweden
Vor allem in skandinavischen Ländern wie Schweden ist der Ombudsmann eine vom Parlament beauftragte Person (Treuhänder), die als Verfassungsorgan den Einzelnen gegen staatlich-behördliche Rechtsverletzungen schützen soll.
König Karl XII. von Schweden floh nach der Niederlage gegen Russland 1709 ins Osmanische Reich, wo er das System des Muhtasib kennenlernte. Nach seiner Rückkehr führte er 1718 das vergleichbare System des sogenannten Justizkanzlers ein. 1809 wurde diesem der Ombudsman zur Seite gestellt.
Die Dienste eines Ombudsmanns sind kostenfrei. Sie können von jedermann in Anspruch genommen werden. In der Regel nimmt er Beschwerden im persönlichen Gespräch auf und prüft, ob die Verwaltung rechtlich einwandfrei und fair gehandelt hat. Er sucht dann nach einer gerechten und von allen Seiten akzeptierten Lösung, die er in der Form von Empfehlungen ausspricht.
Der Ombudsmann ist lediglich gegenüber dem Parlament verantwortlich, dem er in regelmäßigen Abständen Rechenschaft schuldet. Im Rahmen seiner Zuständigkeit darf er bei allen Ämtern schriftliche oder mündliche Auskünfte abfragen, Besichtigungen durchführen und die Herausgabe aller notwendigen Akten fordern. Er darf auch auf eigene Initiative hin Untersuchungen durchführen.
Der Ombudsmann eignet sich für den politischen Systemvergleich zwischen Skandinavien und – zum Beispiel – Deutschland: Während er in der Bundesrepublik als Klage- und Beschwerdeinstanz in wenigen Einzelfällen gedacht ist, kann er in den politischen Systemen Skandinaviens sogar Verfassungsrang haben. Die Ombudsleute verfügen dort zum Teil über einen ganzen Stab von Mitarbeitern. In Finnland ist die Aufgabe der „Vermittler“ sogar gesetzlich geregelt. Es geht insofern um eine Fortschreibung des Konkordanz-Modells, in dem auch im Verwaltungsablauf Anregungen aus der Praxis ins System des Konsenses miteinfließen sollen. Der Ombudsmann hat in Skandinavien somit nicht – wie z. B. in Deutschland – nur eine Mittlerposition, sondern viel weitreichendere Kompetenzen und genießt mehr Aufmerksamkeit. Er darf umfangreiche Untersuchungen führen, parlamentarische Untersuchungen einleiten, hat im Parlament Fragerecht und kann in einigen Ländern Skandinaviens sogar Gesetzesinitiativen einbringen. Dies ist vor dem Hintergrund des Konkordanz-Modells zu sehen, dem Wunsch, bei allen Entscheidungen einen möglichst breiten Konsens der Parteien, Verbände, Interessenvertretungen und damit der Bürger zu erzielen. Ein nicht zu unterschätzender Sachverhalt ist dabei die Stärkung des Vertrauens der Bürger in Politik und Verwaltung.

## Ombudsleute in Deutschland
Das Modell des Ombudsmanns wurde in Deutschland namentlich durch die Einführung des Wehrbeauftragten des Bundestages (Art. 45b GG) mit Gesetz vom 19. März 1956 bekannt.
Ombudsleute gewannen auch für den zivilen Bereich schnell an Attraktivität. Dort gibt es mittlerweile in verschiedenen Branchen Ombudsleute. Sie einzuschalten ist grundsätzlich kostenlos, ihre Kompetenzen sind branchenabhängig. Meist ist der Spruch für das Unternehmen bindend (wenn eine bestimmte Betragsgrenze nicht überschritten wird), für den Kunden besteht (bei Ablehnung durch den Ombudsmann) die Möglichkeit der Klage. Die 2012 geänderte Zivilprozessordnung erlaubt es Gerichten, den Streitparteien eine Mediation oder ein anderes Verfahren der außergerichtlichen Konfliktbeilegung vorzuschlagen (§ 278a ZPO). Entscheiden sie sich dafür, ordnet der Richter das Ruhen des Verfahrens an. Der Versicherungsombudsmann konnte in diesen Fällen bislang jedoch nicht aktiv werden. Denn laut alter Verfahrungsordnung durfte er nur eingreifen, wenn der Fall nicht gleichzeitig vor Gericht anhängig war.

### Bürgerbeauftragte
In Deutschland gibt es Bürgerbeauftragte, die neben den Petitionsausschüssen die Bürger bei der Wahrnehmung ihrer Rechte gegenüber der Verwaltung unterstützen, in den Ländern Mecklenburg-Vorpommern (Christian Frenzel), Rheinland-Pfalz (Barbara Schleicher-Rothmund), Schleswig-Holstein, Thüringen (Kurt Herzberg), seit 2016 in Baden-Württemberg und seit dem 21. März 2018 auch in Bayern als einziger Bürgerbeauftragte, welcher nicht parlamentarisch gewählt wird. In Berlin gibt es seit 2022 einen Bürger- und Polizeibeauftragten (Alexander Oerke).
Für Mecklenburg-Vorpommern ist z. B. Folgendes geregelt:

„Zur Wahrung der Rechte der Bürger gegenüber der Landesregierung und den Trägern der öffentlichen Verwaltung im Lande sowie zur Beratung und Unterstützung in sozialen Angelegenheiten wählt der Landtag auf die Dauer von sechs Jahren den Bürgerbeauftragten; einmalige Wiederwahl ist zulässig.
Er kann ihn mit einer Mehrheit von zwei Dritteln der Mitglieder des Landtages vorzeitig abberufen.
Auf eigenen Antrag ist er von seinem Amt zu entbinden.
Der Bürgerbeauftragte ist in der Ausübung seines Amtes unabhängig und nur dem Gesetz unterworfen.
Er wird auf Antrag von Bürgern, auf Anforderung des Landtages, des Petitionsausschusses, der Landesregierung oder von Amts wegen tätig.“

### Hilfsorgane des Deutschen Bundestages

#### Wehrbeauftragter
1956 wurde nach dem Vorbild des schwedischen Militie-Ombudsman in der Bundesrepublik Deutschland der Wehrbeauftragte des Deutschen Bundestages eingeführt.

#### Bundesbeauftragter für die Opfer der SED-Diktatur
Es zählt zu den gesetzlichen Aufgaben des Bundesbeauftragten für die Opfer der SED-Diktatur, „als Ombudsperson für die Anliegen der Opfer der SED-Diktatur und der kommunistischen Herrschaft in der Sowjetischen Besatzungszone in Deutschland und in der ehemaligen Deutschen Demokratischen Republik sowie deren bis einschließlich im zweiten Grad verwandten Angehörigen in Politik und Öffentlichkeit zu wirken und zur Würdigung der Opfer des Kommunismus in Deutschland beizutragen“ (§ 1 Abs. 2 Nr. 1 OpfBG).

### Gefängnis-Ombudsleute
Während in manchen Staaten die Gefängnisse mit zum Aufgabenbereich allgemeiner Ombudsleute, Volksanwälte oder Bürgerbeauftragte gehören (z. B. Dänemark, Österreich, Polen, Spanien), gibt es anderswo spezielle Beschwerde- und Überwachungsorganisationen für Gefängnisse (z. B. Großbritannien).
In Deutschland wird seit langem, insbesondere von Birgitta Wolf die Einrichtung einer Gefängnis-Ombudsinstitution gefordert. Ein Durchbruch in diese Richtung konnte jedoch erst 2007 erzielt werden, als die nordrhein-westfälische Justizministerin Roswitha Müller-Piepenkötter am 17. April 2007 den Ombudsmann für den Strafvollzug vorstellte. Er soll wie der Wehrbeauftragte sowohl Klagen von Gefangenen wie Beschäftigten im Strafvollzug nachgehen. Eine umfassendere Regelung ist im Rahmen des Zusatzprotokolls zur Anti-Folterkonvention der Vereinten Nationen (OPCAT) zu erwarten.

### Ombudsleute im öffentlichen Dienst
Als Ombudsleute gegen Korruption können im kommunalen Bereich freiberufliche Rechtsanwälte oder Richter a. D. zur Verstärkung der Antikorruptionsstelle im Revisionsamt der Stadtverwaltung eingesetzt werden. Ebenso wie die Stadt Hemer hat auch die Nachbarstadt Iserlohn Anfang September 2010 eine Ombudsstelle zur Korruptionsbekämpfung eingerichtet und als Ombudsmann einen Richter a. D. bestellt.
In eine Doppelfunktion begeben sich Ombudsleute der strafrechtsbezogenen Korruptionsbekämpfung, die simultan für Bestandsaufnahmen zur Aufklärung zivilrechtlicher Haftungsfälle von der auftraggebenden Behörde eingesetzt werden.
In den öffentlich-rechtlichen deutschen Forschungseinrichtungen gibt es seit 1999 Ombudsleute. Die Deutsche Forschungsgemeinschaft richtete im gleichen Jahr unter dem Namen „Ombudsman der Deutschen Forschungsgemeinschaft“ einen dreiköpfigen Ombudsrat ein. Heute ist es das Ombudsgremium für die wissenschaftliche Integrität in Deutschland.

### Banken
- Private Banken: Bundesverband deutscher Banken e. V.[21]
- Volks- und Raiffeisenbanken: Kundenbeschwerdestelle beim Bundesverband der Deutschen Volksbanken und Raiffeisenbanken
- Sparkassen: Deutscher Sparkassen- und Giroverband
- Öffentliche Banken: Bundesverband Öffentlicher Banken Deutschlands
- Schlichtungsstelle der Deutschen Bundesbank

### Bausparkassen
- Ombudsfrau der Privaten Bausparkassen, Bundesverband der Privaten Bausparkassen
- Schlichtungsstelle der Landesbausparkassen

### Investmentfonds
- Ombudsstelle für Investmentfonds des BVI Bundesverbands Investment und Asset Management e. V.[22]
- Ombudsstelle Geschlossene Fonds des Vereins Ombudsstelle Geschlossene Fonds e. V.[23]

### Energieversorgungsunternehmen
- Schlichtungsstelle Energie

### Versicherungen
- Versicherungsverträge mit Verbrauchern (§ 214 VVG, § 13 BGB): privatrechtlich organisierte Schlichtungsstellen, beispielsweise Versicherungsombudsmann e. V.[24]
- gesetzliche und private Krankenversicherung: Stiftung Unabhängige Patientenberatung Deutschland (§ 65b SGBG V)[25]
- Medizinischer Dienst: Ombudspersonen[26]
- Private Kranken- und Pflegeversicherung: Ombudsmann der Privaten Kranken- und Pflegeversicherung[27]
- Versicherte der gesetzlichen Kranken-, Renten- und Unfallversicherung sowie der sozialen Pflegeversicherung: Bundesamt für Soziale Sicherung als Beschwerdestelle[28]

### Immobilien
- Ombudsmann des Immobilienverbands Deutschland IVD

### Deutsche Bahn
Nach dem ICE-Unglück von Eschede setzte die Deutsche Bahn erstmals einen Ombudsmann ein, Otto Ernst Krasney.
Die Schlichtungsstelle für den öffentlichen Personenverkehr e. V. (söp) bietet ihre Dienstleistung bundesweit allen Kunden der Bahn-, Bus-, Flug- und Schiffsunternehmen an, die sich am Schlichtungsverfahren beteiligen.

### Schufa
Seit 1. September 2023 hat die Schufa (Schutzgemeinschaft für allgemeine Kreditsicherung) Brigitte Zypries als Ombudsfrau eingesetzt.

### Wissenschaft
Der „Ombudsman für die Wissenschaft“ wurde von der Deutschen Forschungsgemeinschaft (DFG) eingerichtet, heute ist es das Ombudsgremium für die wissenschaftliche Integrität in Deutschland. Es ist vom Verein OWID e. V. eingesetzt, welcher ab 2025 auf Grundlage einer institutionellen Förderung durch die DFG finanziert wird. Das Gremium bearbeitet Fragen der guten wissenschaftlichen Praxis und des wissenschaftlichen Fehlverhaltens. Es steht allen wissenschaftlich in Deutschland tätigen offen, unabhängig von einer Förderung durch die Deutsche Forschungsgemeinschaft.

### Rechtsanwaltschaft
Bei vermögensrechtlichen Streitigkeiten zwischen (ehemaligem) Mandant und Rechtsanwalt aus dem Mandatsverhältnis bis zu einem Wert von 15.000 Euro kann die bundesweit tätige Schlichtungsstelle der Rechtsanwaltschaft eingeschaltet werden. Dazu gehören Streitigkeiten über Gebührenrechnungen und Schadensersatzansprüche wegen Schlechtleistung des Anwalts.
Der Schlichter darf nicht Rechtsanwalt sein oder in den letzten drei Jahren vor Amtsantritt gewesen sein. Damit soll die Unabhängigkeit gewahrt werden. Der Schlichter ist unabhängig und nicht weisungsgebunden. Seit Oktober 2022 ist Uta Förster die Schlichterin.

### Pflege und Soziale Arbeit
In stationären Einrichtungen der Altenpflege und Behindertenhilfe des Landes Brandenburg können seit 2011 Ombudspersonen ernannt werden. Die Ombudspersonen sind ehrenamtlich tätig und sollen die Beteiligung der Bewohner am gesellschaftlichen Leben des Stadtteils oder der Gemeinde fördern sowie den Bewohnerschaftsrat unterstützen. Die Ombudspersonen knüpfen Kontakte zu Akteuren des Sozialraums, wie Kirchengemeinden, Seniorenvertretungen, Kitas oder Schulen. Sie fungiert als eine Art Brückenbauer zwischen der Einrichtung, dem Gemeinwesen und der Stadt- bzw. Amtsverwaltung, indem sie Wünsche und Interessen der Bewohner aufgreift und weiterleitet.

### Ombudsstelle zur Unterstützung bei der ePA-Nutzung
Ab dem Jahr 2025 kann man seine kompletten medizinischen Daten in der elektronischen Patientenakte (ePA) ab Version 3.0 digital ablegen und verwalten. Tauchen Fragen bzw. Probleme auf oder sollen dort veränderte Einstellungen hinterlegt werden, kann sich jeder gesetzlich Versicherte an die dafür eingerichtete Ombudsstelle seiner jeweiligen Krankenkasse wenden.

## Österreich

### Volksanwaltschaft
Die Volksanwaltschaft in Österreich ist ein Organ zur Kontrolle der öffentlichen Verwaltung sowie ein Ombudsmann, der zwischen Bürgern einerseits, Ämtern und Behörden andererseits vermitteln soll, wenn erstere sich ungerecht behandelt fühlen. Die meisten Bundesländer haben sich der Bundesvolksanwaltschaft angeschlossen, nur Tirol und Vorarlberg haben einen eigenen Landesvolksanwalt.

### Wiener Ombudsmann für Finanzdienstleistungen
Der Wiener Ombudsmann für Finanzdienstleistungen steht seit 1996 steht im Auftrag der Fachgruppe Finanzdienstleister der Wirtschaftskammer Wien (WKW) für Konsumentenanfragen bei Problemen im Rahmen von Vermögensaufbau und Finanzierung zur Verfügung. Die Wiener Fachgruppe Finanzdienstleister setzt sich als Interessenvertretung – auf nationaler und internationaler Ebene – für die Schaffung von allgemein gültigen Qualitätsstandards und die Verbesserung der Rahmenbedingungen für die Finanzdienstleistungsbranche ein.
Die Ombudsstelle hat das Ziel, bei Problemen im Rahmen von Geldanlageberatung zwischen Konsumenten, selbstständigen Finanzdienstleistern (wie beispielsweise gewerbliche Vermögensberater) sowie Produktgebern und Finanzinstituten rasch sowie unbürokratisch – im Sinne einer außergerichtlichen Lösung – zu vermitteln. Darüber hinaus stehen die Überprüfung von Gewerbeberechtigungen, die Meldung von unbefugten Beratern sowie die Vermittlung zwischen Finanzdienstleistern und Konsumenten im Mittelpunkt der Tätigkeit.

### Österreichischer Internet-Ombudsmann
Im Jahre 1999 initiierte das Österreichische Institut für angewandte Telekommunikation (ÖIAT) die Schaffung eines österreichischen Internet Ombudsmannes. Das Ziel war, Konsumenten rasch und unbürokratisch zu helfen und die Qualität der E-Commerce-Angebote im Sinne der Verbraucher zu verbessern. Außerdem sollte das Vertrauen der Verbraucher in die Sicherheit von E-Commerce gestärkt und dadurch die Nutzung von E-Commerce durch die österreichische Wirtschaft gefördert werden.
Dieses Konzept einer unabhängigen, von Internet- und Konsumentenschutzorganisationen getragenen Informations- und Beratungsstelle steht im Einklang mit der Anfang 2000 erlassenen E-Commerce-Richtlinie der Europäischen Union. Mittlerweile ist der Internet-Ombudsmann in ein Netzwerk von europäischen Konsumentenschutzeinrichtungen eingebunden.
Alleine im Jahr 2009 wurden 10.009 Beschwerden (2008: 7.353) zum Thema E-Commerce vom Team des Internet-Ombudsmanns bearbeitet, dokumentiert und inhaltlich ausgewertet. Der Internet-Ombudsmann verfügt dadurch über die umfassendste Dokumentation zu Problemen mit E-Commerce in Österreich. Außerdem stieg die Zahl der bearbeiteten Beschwerden seit 2005 rasant an, was vor allem an den stark gestiegenen Beschwerden über vermeintliche „Gratis“-Angebote im Internet liegt.
Der Internet-Ombudsmann ist eine vom Bundesministerium für Soziale Sicherheit, Generationen und Konsumentenschutz bestätigte Schlichtungseinrichtung, die der Empfehlung 98/257/EG entspricht. Er ist damit Teil eines Systems der organisierten europaweiten außergerichtlichen Streitbeilegung. Das Projekt wurde im Jahr 2000 mit dem österreichischen Staatspreis für PR ausgezeichnet.

### Ombudsmann für Rechtsstreitigkeiten für Versicherungsfragen
Ab 1. Februar 2007 richtet der Fachverband der Versicherungsmakler einen Ombudsmann für Rechtsstreitigkeiten für Versicherungsfragen ein, die aus dem Dreiecksverhältnis Kunden, Versicherungen und Makler ergeben. Eine unabhängige Schlichtungskommission unter dem Vorsitz des bisherigen OGH-Richters Ekkehard Schalich prüft Rechtsstreitigkeiten. Ziel der Einrichtung ist eine Stärkung der Rechtssicherheit. Die raschen und unbürokratischen Erkenntnisse der Schlichtungsstelle sind rechtlich nicht bindend, stellen aber eine starke moralische Vorentscheidung dar.
Der in der Wirtschaftskammer Österreich angesiedelte Fachverband der Versicherungsmakler richtet die österreichische „Rechtsservice- und Schlichtungsstelle für Versicherungssachen“ ein. Eine unabhängige Schlichtungskommission entscheidet rasch und unbürokratisch über Rechtsstreitigkeiten zwischen Maklern, Versicherungskunden und Versicherungen. Den Vorsitz in der Kommission wird der bisherige OGH-Senatspräsident und Vorsitzender des versicherungsrechtlichen Senates Ekkehard Schalich übernehmen. „Statt die Ergebnisse jahrelanger Gerichtsprozesse abzuwarten, können sich Makler im Interesse ihrer Kunden künftig an die Schlichtungsstelle wenden, um schneller zu ihrem Recht zu kommen.“ (Gunter Riedlsperger, Bundesobmann des Fachverbands)

### Pflegeombudsmann im Gesundheitswesen von Wien
Im Wiener Pflegebereich nahm nach verschiedenen Pflegeskandalen der von Stadträtin Elisabeth Pittermann eingesetzte Pflegeombudsmann Werner Vogt ähnliche Aufgaben wahr (bis 2006). Seit 2007 hat Konrad Brustbauer die Aufgaben übernommen.

### Ombudsmanninitiativen von Medien
In Österreich besteht seit 1970 der Zeitungsombudsmann der Kleinen Zeitung.

### Tierschutz
Die Tierschutzombudspersonen nach § 41 des österreichischen Tierschutzgesetzes sind nach einer Entscheidung des Landesverwaltungsgerichts Steiermark vom 6. März 2017 sog. Organparteien, welchen zur Vertretung der Interessen des Tierschutzes in den betreffenden Verwaltungs- und Gerichtsverfahren eine Parteistellung mit entsprechenden Verfahrensrechten eingeräumt wurde.

## Schweiz
Mehrere Kantone und Städte haben amtliche Ombudsstellen mit öffentlich-rechtlich angestelltem Ombudspersonal eingerichtet. Die erste schweizerische Ombudsstelle war 1971 jene in der Stadt Zürich; amtlich heißt die Ombudsperson hier Beauftragter in Beschwerdesachen. Diejenige des Kantons Zürich folgte 1978, und seither haben etwa auch die Kantone Basel-Stadt, Basel-Landschaft, Zug und Waadt oder die Städte Bern, St. Gallen, Winterthur oder Luzern Ombudspersonal angestellt.
Privatrechtliche Ombudsstellen existieren für mehrere Bereiche, beispielsweise für das Bankwesen der Bankenombudsman, für die Telekommunikation die Ombudscom, für Krankenversicherungen die Ombudsstelle Krankenversicherung und für die Werbebranche die Lauterkeitskommission sowie für Privatversicherungen und SUVA eine Ombudsstelle. Im Medienbereich gibt es drei sprachregionale Ombudsstellen für die Beanstandung von Radio- und Fernsehsendungen. Im Weiteren gibt es den Ombudsman der Schweizer Reisebranche, welcher in Konflikten zwischen Reisenden und schweizerischen Reiseveranstaltern vermittelt.
Seit kurzem nimmt das Veterinäramt im Kanton Zürich die tierliche Interessenvertretung bei strafbaren Verstößen gegen das Tierschutzgesetz wahr.

## Bürgerbeauftragter der Europäischen Union
In der Europäischen Union gibt es als Ombudsmann den Europäischen Bürgerbeauftragten. Jeder Bürger der Union oder jede natürliche oder juristische Person mit Wohnort oder satzungsmäßigem Sitz in einem Mitgliedstaat der Union kann sich bei dem Bürgerbeauftragten über einen Missstand bei der Tätigkeit der Organe oder Institutionen der Gemeinschaft – mit Ausnahme des Gerichtshofs und des Gerichts erster Instanz in Ausübung ihrer Rechtsprechungsbefugnisse – beschweren. Seit 2013 ist Emily O’Reilly Bürgerbeauftragte der EU. Ihre Aufgabe besteht darin, einen Schutz der Bürger gegen Missstände bei der Verwaltungstätigkeit der Organe und Einrichtungen der EU zu gewährleisten. Der am häufigsten angeprangerte Missstand ist mangelnde Transparenz durch mangelnde Freigabe oder Verweigerung von Informationen.

## Institution in Polen
Im Bereich des polnischen Verfassungsrechts ermöglichen zwei Hauptrechtsmittel den Rechtsschutz vielfältiger Rechtspositionen mit Verfassungsrang und anderer Rechtsgüter. Es sind – gem. Art. 79 der polnischen Verfassung – die Verfassungsbeschwerde, die ähnlich wie im deutschen Verfassungsrecht konzipiert ist, und – gem. Art. 208 der polnischen Verfassung – die Beschwerde an den Beauftragten für Bürgerrechte (polnisch Rzecznik Praw Obywatelskich). Der Tätigkeitsbereich des Ombudsmanns wird durch das Gesetz über den Ombudsmann vom 15. Juli 1987 näher geregelt. Er kann tätig werden, wenn an ihn Beschwerden von Privatpersonen, Gemeindevertretungen, des Bürgerbeauftragten zum Schutz der Kinderrechte geleitet werden oder wenn er selbst kraft Amtes die Überprüfung für erforderlich hält. Bemerkenswert ist, dass die Beschwerde keine Formalien erfüllen muss, sondern nur den Beschwerdeführer und die Angelegenheit erkennen lassen soll. Der Ombudsmann kann das Verfahren einstellen, an das zuständige Gericht weiterleiten, den Beschwerdeführer lediglich über mögliche Rechtsbehelfe informieren oder das Verfahren selbst einleiten und führen.

## Institution in Tschechien
In Tschechien gibt es den Ombudsmann unter der Bezeichnung: Veřejný ochránce práv ‚öffentlicher Beschützer der Rechte‘. Das Amt wurde 1999 eingerichtet. Der Ombudsmann wird vom Abgeordnetenhaus auf sechs Jahre gewählt. Die Kandidaten werden vom Staatspräsidenten oder vom Senat vorgeschlagen. Aufgabe des Ombudsmanns ist, zum Schutz der Bürger gegen Missstände bei der Verwaltungstätigkeit der öffentlichen und staatlichen Organe beizutragen. Der Ombudsmann besitzt weitgehende Rechte sich Informationen zu verschaffen (z. B. seine persönliche Anwesenheit erzwingen) oder sie zu verlangen, er kann aber nicht direkt in die Vorgänge eingreifen. Der Ombudsmann sitzt in Brünn. Die bisherigen Amtsinhaber:
- Otakar Motejl (18. Dezember 2000 bis 9. Mai 2010)
- Pavel Varvařovský (13. September 2010 bis 20. Dezember 2013)
- Anna Šabatová (ab 18. Februar 2014)

## Rechtskanzler in Estland
In Estland wurde die Institution des Rechtskanzlers mit der 1938 in Kraft getretenen Verfassung eingeführt. Nach der Wiedererlangung der Unabhängigkeit 1991 trat 1992 die neue freiheitlich-demokratische Verfassung in Kraft. Kapitel XII der estnischen Verfassung von 1992 regelt die Institution des Rechtskanzlers (auf estnisch õiguskantsler). Der Rechtskanzler von Estland hat kraft Verfassung zwei Hauptaufgaben:
- die Rechte und Freiheiten der Petenten zu schützen (die Ombudsmann-Funktion) und
- die Verfassungsmäßigkeit der Gesetze, Verordnungen und Satzungen zu überprüfen und im Bedarfsfall die Verfassungsaufsichtskammer des Staatsgerichts anzurufen (die Initiierungsfunktion der Normenkontrolle).

Der Rechtskanzler ist kraft Verfassung unabhängig. Der Kandidat für das Amt wird vom Staatspräsidenten Estlands dem Parlament vorgeschlagen und in geheimer Abstimmung für sieben Jahre gewählt. In der Kanzlei des Rechtskanzlers arbeiten zurzeit ca. 40 Berater.

## Volksanwalt in Albanien
In Albanien wurde das Amt des Volksanwalts mit der Verfassung von 1998 eingeführt. An diesen Ombudsmann können die Bürger Beschwerden richten, wenn sie ihre Menschen- und Individualrechte verletzt sehen.

## Institution in Namibia
In Namibia steht der Ombudsmann dem Büro des Ombudsmanns (englisch The Office of the Ombudsman) vor. Er hat laut der Verfassung Namibias und dem Ombudsman Act (Act 7 of 1990) vier Aufgaben, auf Antrag oder Anweisung, zu erfüllen:
- Verteidigung der Menschenrechte
- Korruptionsbekämpfung
- Verwaltungsprobleme
- Probleme im Naturschutz

Zudem gibt es seit 2009 einen Medienombudsmann (englisch Media Ombudsman), der ausschließlich für den Bereich der Medien zuständig ist.

## Institution in Sierra Leone
In Sierra Leone steht der Ombudsmann dem Büro des Ombudsmanns (englisch Office of the Ombudsman) vor. Er hat laut der Verfassung Sierra Leones und dem Ombudsman Act (Act 2 of 1997) die Öffentlichkeit gegen Unrechtmäßigkeiten des Staates zu vertreten, zu vermitteln und dem Staat Vorschläge zu fehlerhaften Gesetzen zu machen.